# Большая Какша
Большая Какша (Какша) — река в Кировской и Нижегородской областях России, левый приток Ветлуги. Протекает по территории Шабалинского, Шахунского и Ветлужского районов. В верхнем течении называется Какша. Длина реки составляет 138 км, площадь водосборного бассейна — 2250 км².
Исток реки расположен в черте посёлка Ленинское, административного центра Шабалинского района. Генеральное направление течения — юго-запад. Большая часть течения проходит по лесистой местности. На реке расположен посёлок Сява и несколько деревень. Впадает в Ветлугу выше города Ветлуга.

## Притоки
По порядку от устья:
- 8 км: река Чёрная (лв)
- 46 км: река Вахтана (лв)
- 47 км: река Сява (пр)
- 66 км: река Вахтан (лв)
- 80 км: река Шуя (лв)
- 86 км: река Большая Варакша (пр)
- 97 км: река Кука (пр)
- 104 км: река Незнайка (пр)
- 113 км: река Луговатка (лв)
- 116 км: река Каменка (лв)
- 121 км: река Чёрнушка (нижняя) (пр)
- 126 км: река Чернушка (верхняя) (лв)

## Данные водного реестра
По данным государственного водного реестра России относится к Верхневолжскому бассейновому округу, водохозяйственный участок реки — Ветлуга от истока до города Ветлуга, речной подбассейн реки — Волга от впадения Оки до Куйбышевского водохранилища (без бассейна Суры). Речной бассейн реки — (Верхняя) Волга до Куйбышевского водохранилища (без бассейна Оки).